# Валенти
Валенти (порт. Valente)  —  муниципалитет в Бразилии, входит в штат Баия. Составная часть мезорегиона Северо-восток штата Баия. Входит в экономико-статистический микрорегион Серринья. Население составляет 21 653 человека на 2007 год. Занимает площадь 356,895 км². Плотность населения — 56,3 чел./км².
Праздник города — 12 августа.

## История
Город основан 12 августа 1958 года.

## Статистика
- Валовой внутренний продукт на 2003 год составляет 57 897 402,00 реалов (данные: Бразильский институт географии и статистики).
- Валовой внутренний продукт на душу населения на 2003 год составляет 2944,34 реалов (данные: Бразильский институт географии и статистики).
- Индекс развития человеческого потенциала на 2000 год составляет 0,657 (данные: Программа развития ООН).

## География
Климат местности: полупустыня.